# 루이스 파사린
루이스 카사스 파사린(스페인어: Luis Casas Pasarín; 1902년 4월 16일, 갈리시아 주 폰테베드라 ~ 1986년 8월 17일, 마드리드 주 마드리드)는 스페인의 전 축구 수비수이자 감독이다.

## 클럽 경력
파사린은 갈리시아 주 폰테베드라 출신으로, 셀타 비고에서 프로 무대 신고식을 치렀다. 그는 초창기 주장을 맡았던 선수들 중 하나로, 지역의 첫 대회인 1923년 갈리시아 선수권 대회에 참가해 우승에 일조했다.
셀타 비고를 떠난 파사린은 바로 뒤에 6년 동안 발렌시아 소속으로 라 리가 경기에 출전했다. 그는 1932-33 시즌에 최대 성과를 냈는데, 그는 이 시즌에 17경기를 뛰었지만, 발렌시아는 이 시즌 리그에 참가한 10개 구단들 중 9위에 그쳐 간신히 강등을 면했다. 1935년에 은퇴한 후, 파사린은 노동부에서 근무했지만, 얼마 후 은퇴를 번복하고 아마추어 구단인 나시오날 마드리드에서 경기를 뛰었다.

## 국가대표팀 경력
파사린은 스페인 국가대표팀 경기에 6번 출전했는데, 1924년 하계 올림픽에 자국을 대표로 참가했다.

## 감독 경력
스페인 내전이 끝난 후, 파사린은 감독 면허를 땄다. 그는 국가대표팀 경기를 한 번 지휘했고, 이후 1946-47 시즌에는 발렌시아를 지휘하여 3년 만의 리그 우승이자 통산 3번째 리그 우승을 이끌었다. 이듬해에는 준우승을 거두었는데, 이 시즌 우승을 거둔 바르셀로나와는 승점 3점 차이였다.
파사린은 셀타 비고를 이끌고 두번은 다른 시기에 5년 동안 1부 리그 지휘봉을 잡았고, 오비에도와 포르투갈 리그의 포르투에서도 같은 지위를 맡았었다.

## 최후
그는 1986년 8월 17일, 향년 84세로 마드리드에서 영면에 들었다.